# C16H14N2O4
化学式C16H14N2O4（摩尔质量：298.29 g/mol）可以指：
- 分散蓝26，CAS号：3860-63-7
- 氨来呫诺，CAS号：68302-57-8
- 1,8-二(甲氨基)-4,5-二羟基蒽醌，CAS号：56524-76-6
- 1,4-二氨基-2,3-二甲氧基蒽醌，CAS号：7723-00-4
- 偶氮二甲酸二苄酯，CAS号：2449-05-0
- 偶氮苯-4,4'-二甲酸二甲酯，CAS号：5320-91-2

|  | 这个同类索引页列出了具有相同分子式的化学物（即同分異構體）条目。 除非您是有意链接至本页，否则应将相应条目的内部链接指向正确的条目。 |